# Iyad Mohamed
Pour les articles homonymes, voir Mohamed.
Iyad Mohamed, né le 5 mars 2001 à Dunkerque (Nord), est un footballeur international comorien, qui possède également la nationalité française. Il évolue actuellement au poste de milieu de terrain pour le Casa Pia AC.

## Biographie

### Carrière en club

#### Jeunesse et Formation
Iyad Mohamed, naît le 5 mars 2001 à Dunkerque, d'une mère dunkerquoise et d’un père comorien. Mohamed débute le football à l'âge de 8 ans dans la grande banlieue dunkerquoise au club de Fort-Mardyck, avant de rejoindre l'USL Dunkerque. Après un passage au LOSC Lille en U13 et U14, il revient à Dunkerque, où il continue son développement. 
En 2019, il rejoint l'AJ Auxerre après avoir impressionné lors d'un match contre le Paris FC. Formé comme numéro 10 ou milieu excentré, Mohamed est repositionné au poste de sentinelle par David Carré, en raison de taille et de sa capacité à orienter le jeu.
Le 6 novembre 2021, lors de sa première apparition au Stade de l'Abbé-Deschamps, il inscrit son premier but en professionnel lors d'une victoire 4-1 contre le Pau FC, clébrant ainsi les 30 ans des Ultras Auxerre.

#### SM Caen
Cependant, en 2022, ses négociations pour prolonger avec Auxerre échouent, ce qui l'amène à signer son premier contrat professionnel avec le Stade Malherbe Caen. Son temps de jeu est limité, avec seulement trois apparitions en Ligue 2. En janvier 2023, il est prêté au Mans FC en Championnat National, où il s'épanouit avec 14 matchs disputés. De retour à Caen, il cherche une nouvelle opportunité et signe finalement avec Pau FC en 2023. 

#### Pau FC
Titulaire lors des deux premiers matchs de la saison, il parvient à s'imposer comme une des révélations du début de saison 2023-2024. Toutefois, il se blesse au genou et subit une opération,  mais revient pour le sprint final de la Ligue 2, saison 2023-2024. Il retourne à la compétition le 6 avril 2024 face à l'AC Ajaccio, contribuant à sécuriser la défense des Maynats.
En août 2024, Nicolas Usaï confirme qu'Iyad Mohamed est appelé à être un joueur clé de la saison 2024-2025.
Carrière internationale
Inscrit sur les tablettes de la FFF en U14, Iyad Mohamed n’a jamais été sélectionné avec les Bleuets, choisissant de représenter les Comores. En décembre 2020, il participe à la Coupe COSAFA des moins de 20 ans. En septembre 2021, il honore sa première sélection avec l'équipe nationale comorienne lors d'un match contre les Seychelles, remporté 7-1 par les Comores.
En septembre 2023, après son retour de blessure, il est de nouveau rappelé en sélection comorienne pour décrocher ses 10e et 11e capes sous la direction du nouveau sélectionneur Stefano Cusin, alors que les Comores se préparent pour des matchs cruciaux contre Madagascar et le Tchad dans le cadre des éliminatoires de la Coupe du Monde 2026.

## Vie personnelle et anecdotes
Iyad Mohamed porte le numéro 27 en hommage à sa famille, car son grand frère, son petit frère et sa petite sœur sont tous nés un 27.

## Statistiques

### En club
| Saison                | Club                  | Championnat           | Championnat | Championnat | Championnat | Coupe(s) nationale(s) | Coupe(s) nationale(s) | Coupe(s) nationale(s) | Total | Total | Total |
| Saison                | Club                  | Division              | M.          | B.          | P.d.        | M.                    | B.                    | P.d.                  | M.    | B.    | P.d.  |
| 2021-2022             | AJ Auxerre            | Ligue 2               | 6           | 1           | 0           | 2                     | 0                     | 0                     | 8     | 1     | 0     |
| Sous-total            | Sous-total            | Sous-total            | 6           | 1           | 0           | 2                     | 0                     | 0                     | 8     | 1     | 0     |
| 2022-2023             | SM Caen               | Ligue 2               | 3           | 0           | 0           | -                     | -                     | -                     | 3     | 0     | 0     |
| Sous-total            | Sous-total            | Sous-total            | 3           | 0           | 0           | -                     | -                     | -                     | 3     | 0     | 0     |
| 2022-2023             | Le Mans FC (prêt)     | National              | 14          | 0           | 0           | -                     | -                     | -                     | 14    | 0     | 0     |
| Sous-total            | Sous-total            | Sous-total            | 14          | 0           | 0           | -                     | -                     | -                     | 14    | 0     | 0     |
| 2023-2024             | Pau FC                | Ligue 2               | 10          | 1           | 3           | -                     | -                     | -                     | 10    | 1     | 3     |
| 2024-2025             | Pau FC                | Ligue 2               | 0           | 0           | 0           | -                     | -                     | -                     | 0     | 0     | 0     |
| Sous-total            | Sous-total            | Sous-total            | 10          | 1           | 3           | -                     | -                     | -                     | 10    | 1     | 3     |
| Total sur la carrière | Total sur la carrière | Total sur la carrière | 33          | 2           | 3           | 2                     | 0                     | 0                     | 35    | 2     | 3     |

### En sélection nationale
| Année  | Sélection | Coupe du monde | Coupe du monde | Coupe du monde | Éliminatoires CDM | Éliminatoires CDM | Éliminatoires CDM | CAN | CAN | CAN  | Éliminatoires CAN | Éliminatoires CAN | Éliminatoires CAN | Amicaux | Amicaux | Amicaux | Totaux | Totaux | Totaux |
| Année  | Sélection | M              | B              | P.d.           | M                 | B                 | P.d.              | M   | B   | P.d. | M                 | B                 | P.d.              | M       | B       | P.d.    | M      | B      | P.d.   |
| ------ | --------- | -------------- | -------------- | -------------- | ----------------- | ----------------- | ----------------- | --- | --- | ---- | ----------------- | ----------------- | ----------------- | ------- | ------- | ------- | ------ | ------ | ------ |
| 2021   | Comores   | —              | —              | —              | —                 | —                 | —                 | —   | —   | —    | —                 | —                 | —                 | 3       | 0       | 0       | 3      | 0      | 0      |
| 2022   | Comores   | —              | —              | —              | —                 | —                 | —                 | 1   | 0   | 0    | 2                 | 0                 | 0                 | 1       | 0       | 0       | 4      | 0      | 0      |
| 2023   | Comores   | —              | —              | —              | —                 | —                 | —                 | —   | —   | —    | 2                 | 0                 | 0                 | —       | —       | —       | 2      | 0      | 0      |
| Totaux | Totaux    | 0              | 0              | 0              | 0                 | 0                 | 0                 | 1   | 0   | 0    | 4                 | 0                 | 0                 | 4       | 0       | 0       | 9      | 0      | 0      |

### Liste des matchs internationaux
| Matchs internationaux d'Iyad Mohamed | Matchs internationaux d'Iyad Mohamed | Matchs internationaux d'Iyad Mohamed                 | Matchs internationaux d'Iyad Mohamed | Matchs internationaux d'Iyad Mohamed | Matchs internationaux d'Iyad Mohamed | Matchs internationaux d'Iyad Mohamed          |
|                                      | Date                                 | Lieu                                                 | Adversaire                           | Résultat                             | Compétition                          | Notes                                         |
| ------------------------------------ | ------------------------------------ | ---------------------------------------------------- | ------------------------------------ | ------------------------------------ | ------------------------------------ | --------------------------------------------- |
| 1.                                   | 1er septembre 2021                   | Stade omnisports de Malouzini, Iconi, Comores        | Seychelles                           | 7 - 1                                | Match amical                         | Entre en jeu à la 71e minute de jeu.          |
| 2.                                   | 7 septembre 2021                     | Stade omnisports de Malouzini, Iconi, Comores        | Burkina Faso                         | 1 - 0                                | Match amical                         | Entre en jeu à la 88e minute de jeu.          |
| 3.                                   | 13 novembre 2021                     | Brookfields National Stadium, Freetown, Sierra Leone | Sierra Leone                         | 0 - 2                                | Match amical                         | Entre en jeu à la 74e minute de jeu.          |
| 4.                                   | 10 janvier 2022                      | Brookfields National Stadium, Yaoundé, Cameroun      | Gabon                                | 0 - 1                                | CAN 2021                             | Titulaire et remplacé à la 46e minute de jeu. |
| 5.                                   | 25 mars 2022                         | Stade omnisports de Malouzini, Iconi, Comores        | Éthiopie                             | 2 - 1                                | Match amical                         | Entre en jeu à la 38e minute de jeu.          |
| 6.                                   | 3 juin 2022                          | Stade omnisports de Malouzini, Iconi, Comores        | Lesotho                              | 2 - 0                                | Éliminatoires CAN 2023               | Entre en jeu à la 86e minute de jeu.          |
| 7.                                   | 7 juin 2022                          | National Heroes Stadium, Lusaka, Zambie              | Zambie                               | 2 - 1                                | Éliminatoires CAN 2023               | Entre en jeu à la 73e minute de jeu.          |
| 8.                                   | 24 mars 2023                         | Stade de Bouaké, Bouaké, Côte d'Ivoire               | Côte d'Ivoire                        | 3 - 1                                | Éliminatoires CAN 2023               | Titulaire et remplacé à la 66e minute de jeu. |
| 9.                                   | 28 mars 2023                         | Stade omnisports de Malouzini, Iconi, Comores        | Côte d'Ivoire                        | 0 - 2                                | Éliminatoires CAN 2023               | Titulaire et remplacé à la 59e minute de jeu. |